# Alexis Mora
Alexis Mora Reyna (Lima, Perú, 27 de febrero de 1987) es un futbolista peruano. Juega de arquero y actualmente juega en Alianza Quepepampa de Chancay .

## Trayectoria
Ha jugado en Sporting Cristal desde sus inicios, y también jugó en la cesar Vallejo en segunda profesional y luego se va al Coronel Bolognesi, equipo con el que debutó en el torneo clausura en el año 2008.A inicios del 2009 viajó a Argentina a entrenar en el club Independiente.
Para el 2009 jugó poco partidos debido a que Roberto Mosquera el director de ese entonces confiaba en el argentino Horacio Ramírez quien jugó dejando así a Alexis y Julio Aliaga en la suplencia.
En el 2014 llega al unión huaral en la segunda etapa del torneo de segunda profesional, atajando todos los partidos. En el (2015 y 2016) continúa en el club atajando casi todos los partidos.
Para el 2017 se confirma como refuerzo del Sport Victoria de Ica. En el conjunto iqueño.
Actualmente volvió a jugar en el Club Alianza Quepepampa de Chancay , el cual salió campeón en el 2024 , y actualmente refuerza al club Vasco de Gama de Chancay ( Copa Peru ) 

## Clubes
| Club                   | País | Año         |
| ---------------------- | ---- | ----------- |
| Coronel Bolognesi      | Perú | 2006 - 2009 |
| Universidad San Marcos | Perú | 2010 - 2011 |
| Universidad San Pedro  | Perú | 2012        |
| Octavio Espinosa       | Perú | 2013        |
| Unión Huaral           | Perú | 2014 - 2016 |
| Sport Victoria         | Perú | 2017        |

## Palmarés

### Campeonatos nacionales
| Título          | Club              | País | Año  |
| --------------- | ----------------- | ---- | ---- |
| Torneo Clausura | Coronel Bolognesi | Perú | 2007 |